# Shontelligence
Shontelligence é o álbum de estréia da cantora de R&B barbadiana Shontelle. Foi lançado em 18 de novembro de 2008. Porém, devido às baixas vendas, o álbum foi relançado, com o novo single "Stuck With Each Other" em 10 de março de 2009.

## Antecedentes
Em uma entrevista com Pete Lewis, do premiado "Blues & Soul" em fevereiro de 2009, Shontelle contou como o título de seu primeiro álbum surgiu: "Estávamos na verdade saindo do estúdio, meio que esperando que as coisas borbulharem - você sabe, os caras lá tendem a ficar um bocado bobos às vezes com seu senso de humor. Então um cara, de alguma forma, veio com essa ideia brilhante - 'Ei Shontelle! Vamos jogar um jogo de palavras com seu nome hoje! Quem conseguir criar o máximo de palavras usando o seu nome vai ganhar um almoço grátis!'! Assim eles tiveram ideias como: "Shontel-evator","Shontel-evision","Shontel-icopter"... Então Al, meu coordenador, de repente, se virou e disse "isso é algo realmente Shontelligence!', E todos no estúdio se viraram imediatamente, ao mesmo tempo, e foi como " Esse deve ser o nome do seu álbum!'"

## Recepção comercial
| Críticas profissionais | Críticas profissionais |
| Avaliações da crítica  | Avaliações da crítica  |
| Fonte                  | Avaliação              |
| ---------------------- | ---------------------- |
| ARTISTdirect           | [ 3 ]                  |
| The Guardian           | [ 4 ]                  |
| LiveDaily              | [ 5 ]                  |
| The New York Times     | (negative)             |

Shontelligence foi lançado em 18 de novembro de 2008 e vendeu 1,000 cópias em seu primeiro dia de lançamento, chegando a vender em sua primeira semana 4.850 cópias. Estreou em #115 na Billboard 200.
O álbum chegou a vender 25 mil cópias em fevereiro de 2009 e devido às baixas vendas, a SRC optou por relançar o álbum 4 meses depois, em 10 de março de 2009, não vendendendo muito bem também.
Incorporando as vendas da versão original e da re-edição do álbum até julho de 2009, foram geristradas 50 mil cópias vendidas nos EUA e 10 mil cópias no Reino Unido.

### Recepção da crítica
Ben Ratliffe do New York Times fez uma resenha mista e afirmou: Qualquer cantor pop que estiver nesta indústria, voluntariamente ou não, tem algo a dizer, mas se sente que a individualidade de Shontelle está sendo sufocada. As duas primeiras faixas, "T-Shirt" e "Battle Cry", ambas produzidas por Wayne Wilkins, são singles, e elas se destacam do resto do álbum. São canções agitadas, doces músicas R&B, uma sobre a solidariedade da luxúria, outra sobre a solidariedade da amizade.
Depois disso - em grande parte das canções produzidas por Mr. Sturken e Mr. Rogers - as coisas vão caindo drasticamente. Há bastante violão e Grooves Reggae que distinguem Shontelligenceda maioria das gravações R&B, mas isso não importa; Esta é uma gravação na qual uma canção chamada "Ghetto Lullabye", inevitavelmente rima seu título com a linha ''Hush now, Shorty, Don't you cry, Uma identidade em potencial de Shontelle que praticamente se ergue em "Plastic Peoples", sobre a conformidade política, mas é em vão: perfumada com Des'ree's You Gotta Be, é uma música que se afoga na conformidade sonora.
Alex Macpherson do The Guardian deu ao álbum a mista 3/5 estrelas, declarando que: O primeiro single do álbum foi horrível e ela preferiu Rihanna a Shontelle, e a rotularam como "Hitmaker Presunçosa", citando "a letra branda" de "T-Shirt" como sendo comparável a qualquer canção R&B., Entretanto, a revisão do The Guardian do álbum foi muito mais positiva, citando a artista como "compositora atenciosa e com uma presença vocal discreta", compararando-a com Ne-Yo.
David Balls do Digital Spy deu ao álbum uma mista 3/5 estrelas: Elaborado por uma equipe de hitmakers estabelecidos, incluindo Stargate, Evan Rogers e Carl Sturken, Shontelligence certamente tem potencial para mudar unidades em uma época de R&Bs descartáveis . Mas, considerando o passado Bem-sucedido de Shontelle, É decepcionante que um monte de momentos brilhantes foram desativados por uma enxurrada de mediocridade. Mesmo assim, com sua forte ambição e determinação clara de sucesso, você não apostaria contra que o melhor dela ainda está por vir.

## Singles
- "T-Shirt" foi lançada como o primeiro single do álbum em 15 de julho de 2008. Ela chegou a alcançar a 30ª posição na Billboard Hot 100, dando a Shontelle seu primeiro hit Top 40. Ela Também foi lançada no Reino Unido em 23 de fevereiro de 2009, sendo mais bem sucedida lá porque atingiu a 6ª posição na UK chart]]. Também foi listada na "Radio 1's playlist" e recebeu forte rotação nos canais de música. A canção atingiu a 1ª posição dentro do Top 50 do Canadá e na Irlanda também.
- "Stuck with Each Other" (featuring Akon) foi lançada como segundo single do álbum em 10 de fevereiro de 2009. A canção foi uma faixa bônus do relançamento do álbum e também foi destaque na trilha sonora do filme Confessions of a Shopaholic', a partir da qual foi lançada como um single promocional. Foi lançada apenas em formato de download digital no Reino Unido em 25 de maio de 2009, conseguindo chegar a 23ª posição lá. A Música também chegou a alcançar a 50ª posição na Irlanda e a 64ª posição na Billboard Pop 100, mesmo sem ter recebido nenhuma promoção ou airplay. Porém, o single falhou, ficando de fora da Billboard Hot 100.
- "Battle Cry" foi lançada como o terceiro e último single do álbum em 09 junho de 2009. Antes, foi lançada em 21 de outubro de 2008, na copilação "Yes We Can: Voices of a Grassroots Movement", em apoio a [[Barack [Obama]]. A música também falhou na Billboard Hot 100. "Battle Cry" também foi lançada no Reino Unido como o terceiro single em 10 de agosto de 2009[9],atingindo a 61ª posição lá e sem promoção.

## Outras Músicas
- "Roll It" foi uma canção escrita por Sheldon Benjamin e Shontelle para Alison Hinds, sendo originalmente intitulada "Roll It Gal". Tornou-se uma enorme sucesso em muitos países do Caribe. Posteriormente, a canção foi relançada em algumas regiões da Europa sob o título "Roll It" sendo performada por J-Status e Rihanna com backing vocals de Shontelle. Foi mais bem sucedido na Finlândia, atingindo a 8ª posição na Finland Singles Chart. Shontelle incluiu a canção em seu primeiro álbum com os vocais cantados apenas por ela.
- "Superwoman" foi anunciada como o quarto single do álbum devido ao lançamento de um CD de remixes em Setembro de 2009 no Reino Unido, mas Shontelle declarou que não seria lançada como single oficialmente.[10]

## Alinhamento de Faixas
| #   | Título                     | Compositor(s)                                                  | Duração |
| --- | -------------------------- | -------------------------------------------------------------- | ------- |
| 1.  | "T-Shirt"                  | Andrew Frampton, Wayne Wilkins, Savan Kotecha                  | 3:54    |
| 2.  | "Battle Cry"               | Jamal Jones, Jack Kugell, Wilkins, Jason Pennock, Jordan Omley | 3:33    |
| 3.  | "Superwoman"               | Amanda Ghost, Tor Erik Hermansen, Mikkel S. Eriksen, Ian Dench | 4:20    |
| 4.  | "Cold Cold Summer"         | Shontelle Layne, Carl Sturken, Evan Rogers                     | 3:44    |
| 5.  | "Roll It"                  | Layne, Sheldon Benjamin                                        | 3:31    |
| 6.  | "Life Is Not an Easy Road" | Layne, Dwayne Chin Quee, Mitchum Chin                          | 3:45    |
| 7.  | "Focus Pon Me"             | Layne, Eliseus Joseph                                          | 3:07    |
| 8.  | "Plastic People"           | Layne, Sturken, Rogers                                         | 4:00    |
| 9.  | "I Crave You"              | Layne, Sturken, Rogers                                         | 3:57    |
| 10. | "Ghetto Lullaby"           | Frederik Odesjo, Layne, Rogers, Sturken                        | 3:06    |
| 11. | "Flesh and Bone"           | Layne, Sturken, Rogers                                         | 3:31    |

Bonus tracks
| Título                                                           | Compositor(s)                | Duração |
| ---------------------------------------------------------------- | ---------------------------- | ------- |
| "Naughty" (ft. Beenie Man) (Faixa Bônus Do Reino Unido)          | Troyton Rami/Xavier Cordover | 3:21    |
| "Stuck with Each Other" (Faixa Bônus Do Re-lançamento)1          | Diane Warren                 | 3:20    |
| "Blaze It Up" (ft. Collie Buddz) (Faixa Bônus Dos E.U.A iTunes)2 | S Layne/K. Holland/C. Harper | 3:53    |

- 1 Trilha Sonora do filme Confessions of a Shopaholic (Os Delírios de Consumo de Becky Bloom)
- 2 B-Side do single "T-Shirt" no Reino Unido

## Desempenho nas paradas musicais
| Parada musical                        | Melhor posição |
| ------------------------------------- | -------------- |
| UK Albums Chart                       | 147            |
| U.S. Billboard 200                    | 115            |
| U.S. Billboard Top R&B Hip/Hop Albums | 24             |